# Tog se nitko nije sjetio!
Tog se nitko nije sjetio! (eng. Pointless) bio je televizijski game show koji se prikazivao na RTL-u u kojemu natjecatelji igraju igru kako bi osvojili novčanu nagradu do 500.000 kn. Show je imao 3 sezone, a emitirao se u 19:10h. Voditelji showa bili su Antonija Blaće i Krešimir Sučević Međeral.

## O emisiji
Show se snimao u Studiju 4 u Jadran Filmu u Dubravi, Zagreb. Show se snimao od 10:00h, trajao 40 minuta, a snimao se oko sat vremenea.
Četiri natjecateljska para igraju igru u kojoj govore nejasne odgovore na pitanja raznolikih tematika, s ciljem sakupljanja što manje bodova i osvajanja jackpota. Zatim se odogovori provjeravaju te im voditelj Krešimir Sučević-Međeral otkriva gdje su pogriješili ili će navesti koje su dodatne odgovore mogli ponuditi.
RTL je surađivao s agencijama koje se bave istraživanjem javnog mnijenja te im pomažu pronaći ispitanike. Ispitanici dolaze iz različitih dobnih skupina i iz različitih krajeva Hrvatske. Nikada na dva pitanja nije odgovarala ista skupina ljudi.
Anketa se ispunjava online, a svaki ispitanik ima svoj jedinstveni kod s kojim pristupa anketi. Isto tako, prije svake emisije znaju se pitanja koja će biti postavljena u kvizu i odgovori svih 100 ispitanika su kod Krešimira na stolu, a svaki natjecatelj mu može nakon završenog kruga doći i provjeriti je li bilo riječi o namještanju.
Pitanja sastavlja tim od 15-ak enigmatičara, studenata i intelektualaca, a najteže je bilo pronaći pitanja iz povijesti.